# Glavna sudetska pot
Glavna sudetska pot Mieczysława Orłowicza (poljsko Główny Szlak Sudecki imienia Mieczysława Orłowicza, GSS) je planinska pešpot, označena z rdečo barvo, ki pelje od Świeradowa-Zdroju v Prudnik skozi najbolj zanimive dele Sudetov.

## Zgodovina
Ideja poti se je porodila na srečanju Sudetske komisije Poljskega tatranskega društva, ki je potekalo 24. oktobra 1947. Leto pozneje so se začela dela na markaciji poti. Ob priložnosti 100. obletnice turizma na Poljskem leta 1973, je Komisija za gorsko pohodništvo PTTK-a imenovala Glavno sudetsko pot po Mieczysławu kot priznanje za njegov prispevek k turizmu in poznavanju države. 

## Trasa
Skozi leta se je trasa poti spremenjala. Zdaj se začne v Świeradowu-Zdroju, vodi čez Izerske gore (Wysoka Kopa, 1126 m; Wysoki Kamień, 1058 m) v Szklarsko Porębo, nato skozi Krkonoše (Slap Kamieńczyka, Wielki Szyszak – 1509 m, Sedlo pod Śnieżko – 1389 m) v Karpacz; naslednje etape so gore Rudawy Janowickie (Skalnik, 945 m) proti Krzeszowu, Kamnite in Črne gore proti Jedlini-Zdróju, Sovje gore (Wielka Sowa, 1015 m), Srebrno sedlo, ki jih ločuje od Bardzkih gor. Dalje pelje pot čez Wambierzyce v Mizne gore in v sudetski letovišči Kudowa-Zdrój ter Duszniki-Zdrój. Od tam Orlickie in Bystrzyckie gore, slap Wilczki, Masiv Śnieżnika, gore Krowiarki, Lądek-Zdrój, Zlate gore proti Paczkówu (kjer se je prej končala na železniški postaji) in dalje čez Kałków, Głuchołazy, Opavske gore proti Prudniku. Pot se izogne nekaterim pomembnim točkam v Sudetih, vključno z vrhovoma Śnieżko in Śnieżnikom.
Dolžina poti je približno 440 km in prehodni čas 104 ur.

## Gorništvo
Pot je dostopna skozi vse leto, čeprav so lahko nekateri njeni deli pozimi zaprti zaradi možnosti plazov (Krkonoše) in nevarnih močvirij (Mizne gore). Obstajajo številne planinske koče, ki jih upravlja Poljsko turistično društvo (PTTK). Poljske planinske koče so obvezane nastaniti vsakogar, ki pred sončnim zahodom ne more najti drugega prenočišča ali v sili, čeprav v primitivnih razmerah.

## Galerija
- Markacija poti na vrhu Słoneczniku (1420 m)
- Śnieżka (1602 m) – najvišji vrh poleg staze
- Samotnia – planinska koča v Krkonoših
- Zlate gore v vzhodnm delu poti

## Planinske koče
- Planinska koča PTTK na Stogu Izerskem (Schronisko PTTK Na Stogu Izerskim)
- Planinska koča Visoki Kamen (Schronisko Wysoki Kamień)
- Planinska koča "Kamieńczyk" (Schronisko „Kamieńczyk”)
- Planinska koča PTTK na Hali Szrenicki (Schronisko PTTK Na Hali Szrenickiej)
- Planinska koča Szrenica (Schronisko Szrenica)
- Planinska koča PTTK "Pod Łabskem vrhom" (Schronisko PTTK „Pod Łabskim Szczytem”)
- Planinska koča PTTK "Preporod" (Schronisko PTTK „Odrodzenie”)
- Planinska koča "Šlezijski dom" (Schronisko „Dom Śląski”)
- Planinska koča PTTK "Samotnia" (Schronisko PTTK „Samotnia”)
- Planinska koča PTTK "Strzecha Akademicka" (Schronisko PTTK „Strzecha Akademicka”)
- Planinska koča PTTK "Nad Łomniczko" (Schronisko PTTK „Nad Łomniczką”)
- Planinska koča PTTK "Andrzejówka" (Schronisko PTTK „Andrzejówka”)
- Planinska koča PTTK "Zygmuntówka" (Schronisko PTTK „Zygmuntówka”)
- Planinska koča "Orel" (Schronisko „Orzeł”)
- Planinska koča "Sova" (Schronisko „Sowa”)
- Planinska koča PTTK "Pastirica" (Schronisko PTTK „Pasterka”)
- Planinska koča PTTK "Na Szczeliniecu" (Schronisko PTTK „Na Szczelińcu”)
- Planinska koča PTTK "Pod Muflonom" (Schronisko PTTK „Pod Muflonem”)
- Planinska koča PTTK "Orlica" (Schronisko PTTK „Orlica”)
- Planinska koča PTTK "Jagodna" (Schronisko PTTK „Jagodna”)
- Planinska koča "Na Igliczni" (Schronisko „Na Iglicznej”)
- Planinska koča PTTK "Na Śnieżniku" (Schronisko PTTK „Na Śnieżniku”)
- Planinska koča PTTK "Pod Kopo Biskupio" (Schronisko PTTK „Pod Kopą Biskupią”)